# Eumenes assamensis
Eumenes assamensis är en stekelart som beskrevs av Meade-waldo 1910. Eumenes assamensis ingår i släktet krukmakargetingar, och familjen Eumenidae. Inga underarter finns listade i Catalogue of Life.